# Maritza Sayalero
Maritza Sayalero Fernández (ur. 16 lutego 1961 w Caracas) – wenezuelska uczestniczka konkursów piękności, Miss Wenezueli i Miss Universe 1979.
Koronę Miss Universe zdobyła 19 lipca w Perth.
Wyszła za mąż za Raúla Ramíreza, meksykańskiego tenisistę. Ma troje dzieci: Rebecca (ur. 1982), Raúl (ur. 1984) oraz Daniel Francisco (ur. 1989).